# Jordi Pla i Planas
Jordi Pla Planas (Figueres, 1949) és un professor, escriptor i mossèn català.
Fill de Joan Pla Font i Carme Planas Reixach. Té un fill i una filla: l'Arnau i l'Alba. Va estudiar al Seminari de Girona entre els anys 1959 i 1965, Magisteri i es va llicenciar en Filologia Catalana l'any 1977. Ha exercit l'ensenyament a l'Institut de Formació Professional Narcís Monturiol de Figueres, al Vicens Vives de Girona, a l'Institut Ramon Muntaner de Figueres, a l'Institut de Cardedeu i, des del 1984, a l'Institut Alexandre Deulofeu de Figueres, on és catedràtic de llengua i literatura catalanes. Col·labora en nombroses publicacions periòdiques entre les que s'hi pot trobar la Revista de Girona, Empordà Federal, Hora Nova o el Setmanari de l'Empordà. Implicat en activitats culturals locals com l'associació Atenea, de la qual va ser president entre els anys 1986 i 2000. Gran coneixedor de l'obra de Carles Fages de Climent, ha publicat diversos articles sobre el literat i ha tingut cura de l'edició d'algunes de les seves obres.
L'any 2010 va guanyar el primer premi del VII Concurs Poètic de Nadales d'Igualada amb la poesia Possible primera cançó de bressol de Maria.
L'any 2011 va ser el guanyador del 27è Premi Miquel Martí i Pol de poesia amb el recull Estén la mà.
L'any 2016 La Societat Coral Erato i l'Ajuntament de Figueres editen un llibre amb un recull de poemes i de pròlegs de Jordi Pla publicats amb motiu de la Festa de la Poesia que organitza la Societat Coral Erato.

## Obra
- Vellut de veus : poesia inèdita / Carles Fages de Climent ; edició i notes: Jordi Pla Planas. Figueres : Brau, 2018
- Auca de mi mateix / Carles Fages de Climent. Edició de Jordi Pla Planas. Figueres: Brau, 2016[6]
- Sense les reixes del temps / Jordi Pla i Planas. Prats de Lluçanès : Cal Siller, 2016.[7]
- Poesia /Jordi Pla i Planas. Figueres Societat Coral Erato, 2016.[8]
- Trena de set aigües / Carles Fages de Climent ; edició, introducció i notes de Jordi Pla Planas. Figueres: Brau, 2014
- Zoo / Carles Fages de Climent ; amb dibuixos de Miquel Capalleras ; edició, notes i introducció de Joan Ferrerós, Jordi Pla i Planas. Figueres: Brau, 2013.
- Una mà estesa / Jordi Pla i Planas. Roda de Ter: Ajuntament de Roda de Ter, 2012
- Jaume Maurici: la mirada noucentista / [acura de] Jordi Pla i Planas. Figueres: Brau, 2012
- Sense escut: dones i escriptores de l'Alt Empordà: 1960-1980 / Jordi Pla i Planas.
- D'escriptors i escriptures / Jordi Pla i Planas. Girona: L'Eix editorial, 1997
- Tamarius i Roses de Carles Fages de Climent: aproximació a l'obra i la seva crítica / Jordi Pla i Planas. Figueres: Institut d'Estudis Empordanesos, 1993.
- Josep Puig Pujades, polític i home de lletres / Jordi Pla i Planas, Alfons Romero i Dalmau.
- El poeta Carles Fages de Climent / Joan Ferrerós i Jordi Pla i Planas.
- La Basílica de la llum de Castelló d'Empúries / textos: Joaquim Tremoleda, Jordi Pla ; fotografies: Manel Puig. Castelló d'Empúries: Fons M. Narcís Costabella, 2013
- Empòrion, la de les tres muralles / Carles Fages de Climent ; edició i introducció: Joan Ferrerós i Jordi Pla i Planas. Figueres: Brau, 2012.
- Verdaguer a la Mare de Déu del Mont / [edició a cura de:] Modest Prats, Joan Carreres ; [revisió i edició: Jordi Pla i Rafel Ponsatí]. Girona: Patronat del Santuari de la Mare de Déu del Mont, DL 2011.
- Passejant per Banyoles: catàleg de l'exposició de pintures de Sant Martirià 2008 / Tabuenca ; [textos: Jordi Gimferrer, Ricard Planas, Miquel Noguer i Jordi Pla]. Banyoles: Ajuntament de Banyoles, 2008
- Tots els sonets / Carles Fages de Climent ; edició de Jordi Pla Planas. Barcelona: Quaderns Crema, 2003
- Somni de Cap de Creus / Carles Fages de Climent ; edició de Jordi Pla. Barcelona: Quaderns Crema, 2003
- Carles Fages de Climent, del centenari a l'any zero: dossier / [Jordi Pla ... (et al.)]
- Primera antologia / Carles Fages de Climent ; introducció i tria de Joan Ferrerós i Jordi Pla. Figueres: Brau, 2002
- Cent consells d'amor / Carles Fages de Climent, Lo Gaiter de la Muga ; il·lustracions de Felip Vilà ; corregida per Jordi Pla. Castelló d'Empúries: Pérgamo, 1994
- Kiparíssia / Maria Àngels Anglada ; pròleg de Jordi Pla. Barcelona: La Magrana, 1980